# USS Scrimmage (AM-297)
USS Scrimmage (AM-297) – trałowiec typu Admirable służący w United States Navy w czasie II wojny światowej. Służył na Pacyfiku.
Stępkę okrętu położono 22 lutego 1943 w stoczni Winslow Marine Railway and Shipbuilding Co. w Seattle (Washington). Zwodowano go 16 maja 1943. Jednostka weszła do służby 4 kwietnia 1944, pierwszym dowódcą został Lt. Robert Van Winkle.
Brał udział w działaniach II wojny światowej. Sprzedany na rynek cywilny został kablowcem. Zatopiony w 1982 jako sztuczna rafa.

## Odznaczenia
„Scrimmage” otrzymał 6 battle star za służbę w czasie II wojny światowej.